# Viktor Mihajlovics Afanaszjev
Viktor Mihajlovics Afanaszjev (oroszul: Виктор Михайлович Афанасьев) (Brjanszk, 1948. december 31.–) szovjet/orosz berepülőpilóta, űrhajós, ezredes.

## Életpálya
1970-ben szerzett üzemmérnök-pilóta diplomát, öt ejtőernyős ugrást hajtott végre. 1970-1976-között katonai szolgálatot teljesített pilóta, vezető pilóta és repülésvezető parancsnok. Egy ideig Németországban állomásozott. Harci repülőgépei MiG típusok voltak. 1976-1977 berepülőpilóta képzésen vett rész. 1977-1978 között a központi Állami kutatóintézet I. osztályú tesztpilótája. Repült géptípusai Szuhoj vadászbombázók és Jak szállító eszközök voltak. Több mint 2000 órát töltött a levegőben, 40 típusú repülőgépet vezetett és 37 ejtőernyős ugrást teljesített. Moszkvában a légi-közlekedési egyetemen 1980-ban kapott mérnöki oklevelet. 1995-ben a Katonai Akadémián diplomázott.
1985. szeptember 2-től részesült űrhajóskiképzésben. Kiképezték a Buran űrrepülőgép vezetésére, majd Mir űrállomás irányítására, a kutatások végzésére. Négy alkalommal, összesen 555 napot, 18 órát, 34 percet és 26 másodperc töltött a világűrben. Hét űrséta (kutatási, szerelési) alatt 38 órát és 33 percet töltött az űrállomáson kívül. 1998-tól a Gagarin űrhajózási kiképző központ helyettes parancsnoka, majd parancsnoka. Űrhajós pályafutását 2006. április 17-én fejezte be. 2010-ben súlyos autóbalesetet szenvedett.

## Űrrepülések
- Szojuz TM–11 űrhajóval, kutatásfelelős parancsnokként első alkalommal indult hosszútávú szolgálatra a Mir-űrállomás fedélzetére. A program keretében közös repülés a japán és a brit űrhajósokkal. Négy űrséta alatt összesen 20 óra és 55 percet töltött az űrállomáson kívül. Összesen 175 napot, 1 órát, 50 percet és 41 másodpercet töltött a világűrben.
- Szojuz TM–18 kutatásfelelős parancsnokként, második hosszú távú szolgálatán összesen 182 napot, 0 órát, 27 percet és 1 másodpercet töltött a világűrben.
- Szojuz TM–29 kutatásfelelős parancsnokként, a harmadik hosszú távú szolgálatán összesen 188 napot, 20 órát, 16 percet és 19 másodpercet töltött a világűrben. Három űrséta alatt összesen 17 óra és 49 percet töltött az űrállomáson kívül.
- Szojuz TM–33 kutatásfelelős parancsnokként a Szojuz TM–32 űrhajó fedélzetén tért vissza a Földre. Összesen 9 napot, 20 órát, 00 percet és 25 másodpercet töltött a világűrben.

### Tartalék személyzet
- Szojuz TM–9 a mentő legénység parancsnoka
- Szojuz TM–10 kutatásfelelős parancsnok,
- Szojuz TM–17 kutatásfelelős parancsnok,
- Szojuz TM–27 kutatásfelelős parancsnok,
- Szojuz TM–32 kutatásfelelős parancsnok,

## Kitüntetések
- Megkapta a Szovjetunió Hőse kitüntetést és a Lenin-rendet.
- 2009-től Brjanszk díszpolgára.